# جوب شله (مقاطعة تشرداول)
جوب شله (بالفارسية: جوب شله) هي قرية تقع في قسم بيجنوند الريفي (مقاطعة تشرداول) في إيران. يقدر عدد سكانها بـ 88 نسمة بحسب إحصاء 2016.